# Naustdal
Naustdal est une ancienne kommune de Norvège. Elle est située dans le comté de Sogn og Fjordane.

## Personnalités liées à la commune
- Eldrid Lunden (1940-), écrivaine norvégienne
- Iselin Solheim (1990-), chanteuse norvégienne